# Vander Blue
Vander Lee Blue II (ur. 17 lipca 1992 w Milwaukee) – amerykański koszykarz, występujący na pozycji rzucającego obrońcy, obecnie zawodnik Auxilium Torino. 
4 sierpnia 2017 został zawodnikiem Los Angeles Lakers. 14 października został zwolniony. 4 dni później podpisał kontrakt z Los Angeles Lakers na występy zarówno w NBA, jak i zespole G-League – South Bay Lakers. 12 stycznia 2018 został zwolniony przez Lakers.

## Osiągnięcia
Stan na 20 lutego 2018, na podstawie, o ile nie zaznaczono inaczej.
NCAA
- Uczestnik:
  - rozgrywek Elite Eight turnieju NCAA (2013)
  - turnieju NCAA (2011–2013)
- Mistrz sezonu regularnego konferencji Big East (2012, 2013)
- Zaliczony do:
  - I składu turnieju Maui Invitational (2013)
  - II składu Big East (2013)

Drużynowe
- Wicemistrz D-League (2016)[6]
- Zdobywca pucharu Włoch (2018)

Indywidualne
- MVP:
  - D-League (2017)
  - pucharu Włoch (2018)
- Uczestnik:
  - meczu gwiazd NBA D-League (2015, 2016, 2017)[7]
  - konkursu rzutów za 3 punkty podczas NBA D-League All-Star Game (2015)
- Wybrany do:
  - I składu:
    - NBA D-League Showcase (2015)
    - D-League (2016, 2017)[8]

Zawodnik:
- - miesiąca D-League (luty 2016)
  - tygodnia D-League (22.02.2016, 26.12.2016, 30.01.2017)

Reprezentacja
- Mistrz Ameryk U–18 (2010)